# Ofotfjord
Der Ofotfjord (norw.: Ofotfjorden) in der Provinz Nordland (Norwegen) ist 78 Kilometer lang und bis zu 553 Meter tief. Der Ofotfjord mündet in den buchtartigen Vestfjord. Die Landschaft Ofoten ist nach ihm benannt. Die Hafenstadt Narvik liegt an seinem östlichen (inneren) Ende. Der Fjord ist von bis zu 1.700 Meter hohen Bergen umgeben, die bis zu einer Höhe von etwa 500 Meter bewaldet sind, zumeist mit Birken. Fische sind zahlreich, vor allem Kabeljau, Makrelen (im Sommer und Herbst) und Heringe (im Winter).

## Geschichte

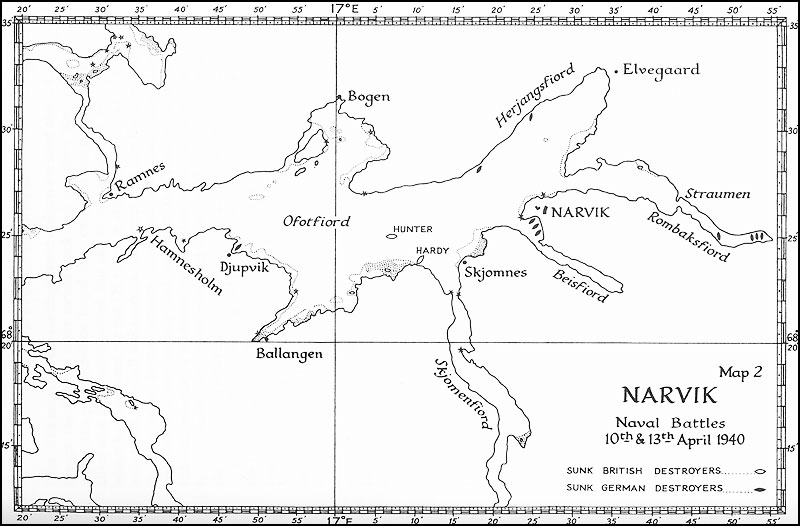
Britische Karte mit den verzeichneten Schiffswracks

Im April 1940 war der Ofotfjord während der Schlacht um Narvik Schauplatz von erbitterten Seegefechten zwischen Zerstörern der Kriegsmarine, die am 9. April im Zuge der Operation Weserübung Gebirgstruppen zur Besetzung von Narvik gebracht hatten, und den von dem Schlachtschiff Warspite angeführten Streitkräften der Royal Navy. Alle zehn deutschen sowie zwei britische Zerstörer wurden dabei versenkt oder auf Grund gesetzt. Ihre Wracks sind heute beliebte Tauchziele. Einige Wracks sind von der norwegischen Regierung als Kriegsgräber deklariert worden und damit gesetzlich geschützt.